# Agitka
Agitka (ros. агитка – agitacja, z łac. agitatio – pobudzanie, poganianie) – krótki utwór wierszowany lub prozatorski o charakterze propagandowym, adresowany do szerokiego grona odbiorców (stanowiących część konkretnej grupy lub społeczności), mający na celu skłonienie odbiorcy do popierania określonych haseł czy dążeń politycznych za pomocą bardzo prostych i wyrazistych środków literackich oraz odnoszący się do aktualnej, bieżącej tematyki. Może korzystać z innych form literackich np. pamfletu lub pieśni.
W Polsce agitki pisywano m.in. w okresie okupacji hitlerowskiej i w czasie stanu wojennego.